# Jacobus I van Urgell
Jacobus I van Urgell (1320 - Barcelona, 15 november  1347) was graaf van Urgell, burggraaf van Àger, baron van Entenza, van  Antillón en van Alcolea de Cinca.
Jacobus I van Urgell, in het Catalaans Jaume I d'Urgell, was de tweede zoon van Alfons IV van Aragón en Theresia van Entenza.

## Onder Alfons IV van Aragón
Jacobus verkreeg het graafschap onder dezelfde voorwaarden als zijn vader. Als hij geen legitieme mannelijke troonopvolgers zou krijgen, moest het graafschap weer toekomen aan het koninkrijk Aragón. De koning moest dan wel zorgen voor het onderhoud van eventuele dochters totdat deze trouwden. De eerste troonopvolger zou telkens koning van Aragón worden, en de tweede vervolgens graaf van Urgell. 
In februari 1329 trouwde Alfons IV met Eleonora van Castilië, de zus van Alfons XI van Castilië, in aanwezigheid van het hof van Castilië en dat van Aragon. 
Op 28 mei 1329 werd Ferrer de Abella benoemd tot rechter en raadgever van Jacobus, die in 1330 onderhandelingen voerde met Mohammed IV, sultan van Granada. Hij benoemde de edelen Pedro Maca en Ferrer de Colom tot bestuurders van het graafschap Urgell tijdens zijn afwezigheid vanwege de strijd tegen de Moren. 
Alfons IV werd in 1334 ziek. Op veertienjarige leeftijd erfde Jacobus nu het graafschap. Daartoe schreef Alfons op 12 juni een brief aan alle leenheren in het graafschap om hen vrij te stellen van de eed waarmee zij hem trouw hadden gezworen. Nu moesten ze trouw zweren en eer bewijzen aan zijn zoon Jacobus als opvolger. 
Eleonora, de tweede vrouw van Alfons IV, voorzag dat haar zonen, Ferdinand en Johan, maar weinig zouden erven en vroeg aan de koning een deel van het graafschap aan haar kinderen af te staan. Op 25 augustus 1335 schonk de koning een de jurisdictie over Agramunt aan Bernard de Petra als dank voor diens diensten aan hem en zijn eerste vrouw Theresia van Entenza. Zo had Jacobus wel officieel de titel van graaf van Urgell en de daarbij bijhorende inkomsten, maar werd hij in feite door de koning gepasseerd. 
Daarna schonk de koning delen van het graafschap aan de zoon van Theresia, Ferdinand. En zo verloor Jacobus Alos, Vilanova de Meià, Fabregada, Puig de Meiá, Fontloga, La Nou, Vernet, Ariet, Baldomar, Camarasa, Cubells, Ivars d'Urgell, Santa Linya, Mongay, Marita, Alos en de kastelen van Farfanya en Orenga. 
Voordat de koning stierf kreeg hij bezoek van Gaston van Foix die ook een deel van het graafschap Urgell wilde erven. Hij liet Jacobus III van Majorca en de graaf van Empurias bemiddelen, maar bereikte zijn doel niet. 
Alfons IV voelde dat hij ging sterven. Hij wilde zijn zoon vóór zijn dood zien trouwen  en stuurde daarom admiraal Ramon de Peralta naar Frankrijk. Er was al onderhandeld over Cecilia, de dochter van de graaf van Comenge en zijn vrouw Mata, gravin van Comenge en burggravin van Tours. Kort daarna reisde de bruid naar Catalonië, en in 1335 trouwde Jacobus I van Urgell met Cecilia de Cominges, burggravin van Turenne.

## Onder Peter IV van Aragón
Koning Alfons IV stierf op 24 januari 1336. Jacobus zijn oudere broer, Peter volgde hem op als Peter IV van Aragón. Peter IV maakte aanspraak op het koninkrijk van Majorca. Jacobus en anderen waren tegen deze politiek omdat hij vreesde dat de Franse koning zich tegen Aragón zou keren. De koning van Majorca, Jacobus II van Majorca gaf zich in 1343 over en moest in 1349 definitief het onderspit delven toen hij stierf in de slag bij Llucmajor. 

### De Unie van Aragón
Tijdens zijn leven verloor Jacobus I van Urgell veel geld aan het bijeenhouden van de Unie van Aragón, een verbond van edelen. 
Uit zijn huwelijk met Maria van Évreux waren geen zonen, en dus geen mannelijke kandidaten voor de troon voortgekomen. Peter IV raadpleegde daarom deskundigen aan het hof over opvolgingsrecht en die verzekerden hem dat zijn dochter Constance voorgedragen kon worden als troonopvolger. 
In maart 1347 riep hij Constance daarom uit tot opvolger voor de troon van Aragón,  maar beloofde dat zij niet zou trouwen zonder toestemming van de Cortes. 
Hiertegen kwamen veel edelen, waaronder de broer van de koning, Jacobus I van Urgell, in opstand. De koning eiste toen dat Jacobus zijn positie als procureur-generaal van het koninkrijk zou opgeven. Bovendien mocht hij zich niet langer in de grote steden Barcelona, Valencia en Zaragoza ophouden. Nu organiseerden de edelen zich in een oppositie-beweging tegenover de koning die de Unie van Aragón werd genoemd, in het latijn Unionis Aragonum Sigillum. Deze Unie van Aragón koos een paar leiders en nodigde de koning toen uit voor een hofraad in Zaragoza. 
Voor de koning werd deze beweging nog meer bedreigend toen ook belangrijke edelen en burgers uit Valencia een soort gelijk verbond sloten en zich bij de Unie van Aragón aansloten. 
Jacobus I van Urgell stierf eind november of begin december 1347, op de dag dat de Portugese vloot de haven van Barcelona binnenkwam met aan boord van een van de schepen Eleonora van Portugal, de bruid en toekomstige tweede vrouw van Peter IV.  Jacobus werd begraven in de kerk van het klooster van Balaguer. 
Zijn vrouw Cecilia wist na zijn dood weer orde op zake te stellen in de financiën van het graafschap van Urgell.

## Nageslacht
Met  Cecilia van Cominges:
- Peter II van Urgell (1340-1408), graaf van Urgell.
- Isabel van Aragón, later getrouwd met Folc II de Cardona.